# Selent
Selent este o comună din landul Schleswig-Holstein, Germania.